# Kiếm ánh sáng
Kiếm ánh sáng (lightsaber, đôi khi cũng được gọi sai là kiếm laser) là một thanh kiếm năng lượng giả tưởng xuất hiện trong loạt tác phẩm Chiến tranh giữa các vì sao. Một thanh kiếm ánh sáng điển hình được mô tả là một lưỡi kiếm plasma phát sáng dài khoảng 3 foot (0,91 m) phóng ra từ một chuôi kim loại dài khoảng 10,5 inch (27 cm). Được giới thiệu ngay trong bộ phim Star Wars đầu tiên, kể từ đó nó đã xuất hiện trong hầu hết các tác phẩm điện ảnh của Chiến tranh giữa các vì sao và đã trở thành biểu tượng quan trọng nhất của loạt tác phẩm. Mỗi bộ phim của "sử thi Skywalker" (tập I–IX) đều có ít nhất một trận đấu kiếm ánh sáng. Trong các phim phần gốc, sự hiện diện của kiếm ánh sáng được tạo ra bằng cách sử dụng kỹ thuật rotoscoping, và bằng hiệu ứng hình ảnh kỹ thuật số trong các bộ ba phim phần tiền truyện và hậu truyện.
Trong vũ trụ giả tưởng Star Wars, kiếm ánh sáng là vũ khí đặc trưng của các chiến binh Jedi của mặt ánh sáng và các chiến binh Sith và hội Hiệp sĩ Ren của mặt bóng tối, nhưng cũng có thể được sử dụng bởi các nhân vật không nhạy cảm với Thần lực như một vũ khí thông thường hoặc công cụ. Các Jedi sử dụng những lưỡi kiếm ánh sáng với màu sắc khác nhau (chủ yếu là xanh lam và xanh lá, tuy nhiên màu tím và vàng cũng đã xuất hiện trong các tác phẩm chính truyện), trong khi đó người  Sith chỉ sử dụng các lưỡi kiếm màu đỏ để phân biệt họ với Jedi. Màu sắc của một lưỡi kiếm ánh sáng có nguồn gốc từ nguồn năng lượng của nó, tinh thể kyber, đặt trong chuôi kiếm và có khả năng chịu ảnh hưởng bởi người sử dụng thông qua kết nối với Thần lực. Một kiếm ánh sáng có chuôi được chế tạo bởi chính người sử dụng nó và do đó có thiết kế độc đáo. Kiếm ánh sáng thường thấy là loại kiếm một lưỡi truyền thống, nhưng cũng có một số biến thể, chẳng hạn kiếm ánh sáng lưỡi đôi (với hai lưỡi phóng ra từ hai bên của chuôi kiếm, nổi tiếng nhất được sử dụng bởi Darth Maul), kiếm ánh sáng độc đáo hình chữ thập của Kylo Ren, và kiếm Bóng tối (Darksaber), được sử dụng chủ yếu bởi các chiến binh cai trị hành tinh Mandalore (bao gồm Maul, Bo-Katan Kryze, và Mando).
Một lưỡi năng lượng của một thanh kiếm ánh sáng có thể cắt, làm cháy và nóng chảy qua hầu hết vật liệu với ít sự cản trở, như được trình bày trong các bộ phim. Nó thường để lại những vết thương khô cháy sém trên da thịt và cũng do đó đã thậm chí được sử dụng làm công cụ để hàn kim loại, nhưng hiếm khi, nó cũng được thấy gây ra những vết thương chảy máu khi cắt vào da thịt, đôi khi kèm theo sự bỏng. Nó có thể bị chặn lại bởi một lưỡi kiếm ánh sáng khác, hay bởi các khiên năng lượng. Một số loại vũ khí cận chiến chống kiếm ánh sáng khác thường đã được giới thiệu trong Vũ trụ Mở rộng của Star Wars cũng như các phim tập gần đây hơn. Khi một thanh kiếm ánh sáng được bật lên, nó tạo ra một âm thanh vù vù đặc trưng, tăng lên về độ cao và độ to khi nó di chuyển nhanh trong không khí. Khi hai lưỡi kiếm ánh sáng va chạm vào nhau, một tiếng động mạnh sẽ được tạo ra.
Kiếm ánh sáng đã trở thành một trong những yếu tố được biết đến rộng rãi nhất của loạt tác phẩm Star Wars. Năm 2008, một khảo sát trên gần 2000 người hâm mộ điện ảnh cho thấy rằng nó là vũ khí phổ biến nhất trong lịch sử điện ảnh.

## Mô tả
Các lightsaber đã xuất hiện trong những phác thảo đầu tiên dưới dạng những vũ khí plasma thông thường được sử dụng với súng laser. Một đợt biên tập sau đó đã đưa vào khái niệm Thần lực và khiến cho Jedi và Sith sở hữu năng lực siêu nhiên; ban đầu họ chỉ được mô tả là những kiếm sĩ bình thường. Kiếm ánh sáng sau đó đã trở thành công cụ của một người sử dụng Thần lực, được mô tả bởi Obi-Wan Kenobi trong Niềm Hy vọng mới là "không khiếm nhã hay tùy tiện như một khẩu  blaster. Một vũ khí sang trọng từ một thời văn minh hơn." Nguồn năng lượng của một lightsaber là một tinh thể kyber. Những tinh thể này cũng là nguồn năng lượng của siêu laser của Ngôi sao Tử thần.
Trong các phim Revenge of the Sith và The Last Jedi, một số vũ khí cận chiến cản trở lightsaber đã được giới thiệu.

### Các loại
Kiếm ánh sáng được mô tả là được chế tạo bằng tay, như là một phần trong chế độ huấn luyện của một chiến binh Jedi hay Sith. Mỗi thanh kiếm ánh sáng là độc nhất, tuy nhiên chúng có thể mang một số đặc điểm giống với những thanh kiếm khác, đặc biệt là nếu có liên hệ giữa những người chế tạo ra chúng. Chuôi của hầu hết các lightsaber là thẳng và hầu hết có dạng hình trụ, tuy nhiên cũng có một số loại chuôi đặc biệt khác. Sự xuất hiện lần đầu tiên trên điện ảnh của một kiếm ánh sáng lưỡi đôi (mô tả lần đầu trong sê-ri truyện tranh Tales of the Jedi) là trong phim The Phantom Menace, được sử dụng bởi Darth Maul; nó gồm hai lưỡi kiếm với chuôi của chúng gắn vào nhau ở phía đuôi và mỗi chuôi có thể phát ra lưỡi của nó một cách độc lập. Bá tước Dooku, nhân vật xuất hiện lần đầu trong tập thứ hai Attack of the Clones, được thấy sở hữu một lightsaber với chuôi dạng cong. Trò chơi điện tử Star Wars: The Force Unleashed đã giới thiệu hai biến thể khác: một cây lao ánh sáng (một lightsaber với lưỡi kiếm ngắn hơn nhưng có cán cầm dài, trông giống một cây thương) và một lightsaber kiểu Tonfa với chuôi đặt vuông góc với lưỡi kiếm.
Vũ trụ Mở rộng của Star Wars giới thiệu thêm một vài loại lightsaber, bao gồm các vũ khí lưỡi ngắn và pha đôi (có độ dài thay đổi). Trong Star Wars Rebels, kiếm ánh sáng đầu tiên của Ezra Bridger là một vũ khí kết hợp với một khẩu súng lục blaster đầy đủ chức năng được chế tạo vào trong chuôi kiếm. Kylo Ren, xuất hiện lần đầu trong The Force Awakens, sử dụng một lightsaber có hai lưỡi giao nhau hình chữ thập, khiến cho nó trông giống một lưỡi đại kiếm. Kiếm của anh ta cũng có một vẻ ngoài rực lửa chập chờn, điều này được giải thích trong các cuốn sách tham khảo chính truyện là bắt nguồn từ một tinh thể kyber bị nứt. Các Phán quan (Inquisitor), những kẻ săn lùng Jedi của Đế chế Thiên hà được mô tả là sở hữu một biến thể độc đáo của kiếm ánh sáng lưỡi đôi, gắn trên một vòng xoay cho phép các lưỡi quay 360 độ và thậm chí là khả năng bay trong thời gian ngắn. Một số biến thể lightsaber ít được biết hơn, chẳng hạn "lightwhip" (roi ánh sáng), là một lưỡi kiếm dễ uốn và rất dài được sử dụng theo cách tương tự như một cái roi dây; hay "lightclub" (côn ánh sáng), tức là một lightsaber kích thước lớn; và "shoto", một biến thể nhỏ hơn và thường được sử dụng kèm với một lightsaber kích cỡ tiêu chuẩn; cũng đã có một vài sự xuất hiện.

### Màu sắc
Các lightsaber trong hai bộ phim ra mắt đầu tiên, A New Hope và The Empire Strikes Back, có những lưỡi kiếm mang một trong hai màu xanh lam (cho người Jedi) hoặc đỏ (cho người Sith). Lightsaber mới của Luke Skywalker trong Return of the Jedi ban đầu có màu xanh lam trong biên tập lần đầu của bộ phim, và xuất hiện như vậy trong cả trailer sớm nhất của phim và các poster điện ảnh chính thức. Tuy nhiên, nó đã đựoc đổi sang màu xanh lá trong biên tập cuối cùng của bộ phim sau khi được xem bởi các nhà làm phim, những người đã bày tỏ rằng nó sẽ trông nổi bật hơn so với nền trời màu xanh của hành tinh Tatooine trong những cảnh quay ngoài trời, và sự thay đổi màu sắc này cũng đã xuất hiện trong các poster của các bản tái phát hành của bộ phim. Lightsaber lưỡi màu tím của Mace Windu, được thấy lần đầu trong Attack of the Clones, được yêu cầu bởi chính diễn viên Samuel L. Jackson bởi vì màu tím là màu yêu thích của ông, và lưỡi kiếm màu tím sẽ khiến cho nhân vật của ông nổi bật nhất trong số những Jedi khác. Jackson được biết là thường xuyên yêu cầu rằng những nhân vật mà ông đóng vai phải sử dụng một đồ vật có màu tím. Sê-ri hoạt hình 3D The Clone Wars cho thấy các giám vệ của Điện thờ Jedi sử dụng các lightsaber lưỡi màu vàng, và trong đoạn cuối của The Rise of Skywalker, Rey được cho thấy đã chế tạo một lightsaber lưỡi vàng rực với chuôi được tái chế từ các phần của cây trượng của cô ta.
Được mô tả trong The Clone Wars và Rebels, người chế tạo một lightsaber lựa chọn một mảnh tinh thể kyber và ngồi thiền với nó cho đến khi tinh thể mang một màu sắc. Màu sắc này của tinh thể sẽ trở thành màu sắc của lưỡi kiếm khi được gắn vào chuôi của lightsaber. Trong cuốn sách Star Wars: Ahsoka và sê-ri truyện tranh Darth Vader: Dark Lord of the Sith đã cho thấy rằng những người sử dụng mặt bóng tối lấy đi tinh thể kyber từ lightsaber của một Jedi đã bại trận và tập trung năng lượng Thần lực vào nó để phá vỡ liên kết của nó với mặt ánh sáng, một quá trình được gọi là "bleeding" (đổ máu) để tạo ra một tinh thể màu đỏ. Quá trình này cũng có thể bị đảo ngược, như được cho thấy trong Ahsoka, khi nhân vật cùng tên làm điều đó với một cặp tinh thể đỏ được lấy từ kiếm của một tên Phán quan. Cô ta đã sử dụng chúng trong cặp lightsaber lưỡi màu trắng mà cô chế tạo ở phần cuối của tiểu thuyết.
Darksaber (kiếm Bóng tối) là một loại lightsaber độc đáo có một lưỡi kiếm màu đen với hào quang xung quanh màu trắng, được giới thiệu trong sê-ri Star Wars: The Clone Wars (2008) và sau đó cũng xuất hiện trong Star Wars Rebels, nơi nó được mô tả là một lightsaber cổ xưa được chế tạo bởi người Mandalore đầu tiên trở thành một Jedi, và sau đó trở thành một biểu tượng của quyền lực của Mandalore. Nó sau đó xuất hiện ngắn trong tay của nhân vật phản diện Moff Gideon trong tập cuối cùng của mùa thứ nhất của phim truyền hình The Mandalorian. Tới cuối tập cuối cùng của mùa thứ hai, nó thuộc về nhân vật chính của sê-ri "The Mandalorian (Mando)".
Những màu sắc khác của lightsaber cũng đã xuất hiện trong nhiều dự án truyền thông mở rộng, bao gồm nhiều trò chơi video trong đó người chơi có thể lựa chọn màu sắc cho lightsaber của nhân vật của họ.